# James Reilly (scenarioschrijver)
James E. Reilly (Bountiful (Utah), 15 juli 1948 - 14 oktober 2008) was een Amerikaanse scenarioschrijver van Amerikaanse soapseries. 
In 1999 schiep hij voor NBC de soap Passions, waarvan hij de hoofdschrijver bleef. Daarvoor werkte hij in 1998 als hoofdschrijver van Sunset Beach, van 1993 tot 1997 van Days of our Lives en van 1990 tot 1992 van Guiding Light. Voor hij hoofdschrijver werd, hielp hij ook mee aan soap The Young and the Restless.
Het meest bekend werd hij om zijn werk voor Days of Our Lives. In de zomer van 2003 keerde hij terug naar Days en schreef zodoende voor twee soaps (behalve Days ook voor Passions). 
In 1993 won hij een Daytime Emmy Award voor zijn werk als hoofdschrijver van Guiding Light. Ook de andere schrijvers van deze soap wonnen de prijs.
James Reilly stond bekend om zijn buitensporige en bovennatuurlijke verhaallijnen. Medio oktober 2008 overleed hij plots op zestigjarige leeftijd. Hij was herstellende van een hartoperatie.